# D. J. Fontana
D. J. Fontana, pseudonimo di Dominic Joseph Fontana (Shreveport, 15 marzo 1931 – Nashville, 13 giugno 2018), è stato un musicista statunitense. È noto per la sua collaborazione di lunga data con Elvis Presley, del quale fu il batterista negli anni cinquanta e sessanta. Con Elvis, Fontana suonò in più di 460 incisioni della RCA.

## Carriera
Soprannominato "D. J.", venne assunto dalla Louisiana Hayride come batterista di studio per la trasmissione radiofonica del sabato sera. Nell'ottobre 1954 ebbe inizio la sua collaborazione musicale con Presley, che durò per quindici anni circa.
Fontana si unì alla band (originariamente messa insieme da Sam Phillips senza un batterista) formata da Scotty Moore (chitarra solista), Bill Black (basso) ed Elvis Presley (chitarra ritmica e voce), denominata "The Blue Moon Boys". In questa formazione il gruppo incise la maggior parte dei successi di Elvis degli anni cinquanta, esibendosi anche dal vivo e in televisione (celebri le performance all'Ed Sullivan Show).
La band si separò ufficialmente nel 1958 anche se Fontana ed Elvis continuarono a suonare insieme regolarmente negli anni sessanta. Qualche volta Moore si univa a loro. Moore e Fontana si esibirono anche insieme dopo la morte di Elvis, inclusa una versione datata 2002 di That's All Right, Mama con Paul McCartney. Dopo il 1958, Black invece non suonò più insieme agli altri e morì nel 1965.
Nel 1983 Fontana ha pubblicato un libro fotografico intitolato D. J. Fontana Remembers Elvis sugli anni passati a suonare con Presley.
Il contributo pionieristico di Fontana al genere, gli ha garantito l'inserimento nella Rockabilly Hall of Fame nel 2009.
Il 4 aprile dello stesso anno, Fontana è stato ammesso anche nella Rock and Roll Hall of Fame.
Fontana è deceduto il 13 giugno 2018 a Nashville all'età di 87 anni.

## Registrazioni con Elvis (parziale)
- Heartbreak Hotel/I Was the One, 2x Platinum
- Blue Suede Shoes/Tutti Frutti, Gold
- I Want You, I Need You, I Love You/My Baby Left Me, Platinum
- Hound Dog/Don't Be Cruel 4X Platinum
- Love Me Tender/Any Way You Want Me, 3X Platinum
- Too Much/Playing for Keeps, Platinum
- All Shook Up/That's When Your Heartaches Begin, 2X Platinum
- (Let Me Be Your) Teddy Bear/Loving You, 2x Platinum
- Jailhouse Rock/Treat Me Nice, 2X Platinum
- Don't/I Beg of You, Platinum
- Wear My Ring Around Your Neck/Doncha' Think It's Time, Platinum
- Hard Headed Woman/Don't Ask Me Why, Platinum
- I Got Stung/One Night, Platinum
- (Now and Then There's) A Fool Such as I/I Need Your Love Tonight, Platinum
- A Big Hunk o' Love/My Wish Came True, Gold
- Stuck on You/Fame and Fortune, Platinum
- It's Now or Never/A Mess of Blues, Platinum
- Are You Lonesome Tonight/I Gotta Know, 2X Platinum
- Surrender/Lonely Man, Platinum
- I Feel So Bad/Wild in the Country, Gold
- (Marie's the Name) His Latest Flame/Little Sister, Gold
- Can't Help Falling in Love/Rock-a-Hula Baby, Platinum
- Good Luck Charm/Anything That's Part of You, Platinum
- She's Not You/Just Tell Her Jim Said Hello, Gold
- Return to Sender/Where Do You Come From, Platinum
- One Broken Heart For Sale/They Remind Me Too Much of You, Gold
- (You're the) Devil in Disguise/Please Don't Drag That String Around, Gold
- Bossa Nova Baby/Witchcraft, Gold
- Kissin' Cousins/It Hurts Me, Gold
- Viva Las Vegas/What'd I Say, Gold
- Ain't That Loving You, Baby/Ask Me, Gold
- Crying in the Chapel/I Believe in the Man in the Sky, Platinum
- I'm Yours/Long Lonely Highway, Gold
- Puppet on a String/Wooden Heart, Gold
- Blue Christmas/Santa Claus Is Back in Town, Platinum
- Tell Me Why/ Blue River, Gold
- Frankie and Johnny/Please Don't Stop Loving Me, Gold